# 숭의여자중학교
숭의여자중학교(崇義女子中學校)는 대한민국 서울특별시 동작구 대방동에 있는 사립 중학교이다.

## 학교 연혁
- 1903년 10월 31일 : 미국 북 장로교 선교회 경영으로 평양에서 개교, 학원명 숭의여학교 설립자 마포삼열 박사, 초대 교장에 미국인 배귀례 선생 취임
- 1938년 3월 31일 : 신사참배 거부로 폐교 (29회 졸업)
- 1950년 4월 12일 : 서울에서 중학교 재건, 6대 교장에 박봉호 선생 취임
- 1953년 4월 23일 : 문보 제685호 인가로 재단법인 숭의학원 설립, 재건설립자 박현숙 선생 재단이사장으로 취임
- 1953년 5월 8일 : 남산동2가 사회사업 송죽원건물을 가교사로 고등학교 3학급, 중학교 9학급 설립인가 받음
- 1958년 1월 22일 : 중학교 15학급 (제3890호) 인가, 중학교 교사 착공 1년 5개월 만에 준공, 입주
- 1980년 8월 25일 : 숭의음악당 준공
- 2003년 3월 1일 : 창립 100주년 기념 대방동 교사(서울시 동작구 대방동 20-114) 신축, 이전
- 2021년 6월 1일 : 백정수 선생 학교법인 숭의학원 이사장으로 취임
- 2021년 9월 1일 : 중학교 제20대 교장에 유한배 선생 취임

## 참고 자료
- 숭의여자중학교 - 한국교육학술정보원 학교알리미